# Canton de Coussey
Le canton de Coussey est une division administrative française, située dans le département des Vosges et la région Lorraine.

## Composition
| Nom                        | Code Insee | Intercommunalité      | Superficie (km2) | Population (dernière pop. légale) | Densité (hab./km2) |
| -------------------------- | ---------- | --------------------- | ---------------- | --------------------------------- | ------------------ |
| Coussey (chef-lieu)        | 88118      | CC de l'Ouest Vosgien | 16,02            | 741 (2014)                        | 46                 |
| Autigny-la-Tour            | 88019      | CC de l'Ouest Vosgien | 15,86            | 169 (2014)                        | 11                 |
| Autreville                 | 88020      | CC de l'Ouest Vosgien | 11,09            | 174 (2014)                        | 16                 |
| Avranville                 | 88025      | CC de l'Ouest Vosgien | 10,89            | 72 (2014)                         | 6,6                |
| Chermisey                  | 88102      | CC de l'Ouest Vosgien | 10,75            | 103 (2014)                        | 9,6                |
| Clérey-la-Côte             | 88107      | CC de l'Ouest Vosgien | 3,18             | 31 (2014)                         | 9,7                |
| Domrémy-la-Pucelle         | 88154      | CC de l'Ouest Vosgien | 8,99             | 126 (2014)                        | 14                 |
| Frebécourt                 | 88183      | CC de l'Ouest Vosgien | 10,53            | 304 (2014)                        | 29                 |
| Greux                      | 88219      | CC de l'Ouest Vosgien | 8,04             | 166 (2014)                        | 21                 |
| Harmonville                | 88232      | CC de l'Ouest Vosgien | 15,13            | 235 (2014)                        | 16                 |
| Jubainville                | 88255      | CC de l'Ouest Vosgien | 4,33             | 89 (2014)                         | 21                 |
| Martigny-les-Gerbonvaux    | 88290      | CC de l'Ouest Vosgien | 9,04             | 116 (2014)                        | 13                 |
| Maxey-sur-Meuse            | 88293      | CC de l'Ouest Vosgien | 10,77            | 239 (2014)                        | 22                 |
| Midrevaux                  | 88303      | CC de l'Ouest Vosgien | 14,29            | 214 (2014)                        | 15                 |
| Moncel-sur-Vair            | 88305      | CC de l'Ouest Vosgien | 7,30             | 205 (2014)                        | 28                 |
| Punerot                    | 88363      | CC de l'Ouest Vosgien | 13,77            | 162 (2014)                        | 12                 |
| Ruppes                     | 88407      | CC de l'Ouest Vosgien | 7,44             | 129 (2014)                        | 17                 |
| Seraumont                  | 88453      | CC de l'Ouest Vosgien | 10,29            | 48 (2014)                         | 4,7                |
| Sionne                     | 88457      | CC de l'Ouest Vosgien | 11,79            | 144 (2014)                        | 12                 |
| Soulosse-sous-Saint-Élophe | 88460      | CC de l'Ouest Vosgien | 19,32            | 640 (2014)                        | 33                 |
| Tranqueville-Graux         | 88478      | CC de l'Ouest Vosgien | 14,94            | 95 (2014)                         | 6,4                |

## Représentation

### Conseillers d'arrondissement (de 1833 à 1940)
| Période                                  | Période | Identité                  | Étiquette   | Qualité |
| ---------------------------------------- | ------- | ------------------------- | ----------- | --- |
| 1833                                     | 1835    | Gustave Muel              |             | Maître de forges, maire de Sionne                                                                           |
| 1836                                     | 1841    | Hector Chevalier          |             | Maître de forges Maire de Soulosse-sous-Saint-Elophe                                                        |
| 1842                                     | 1848    | M. Laurent                |             | Meunier à Coussey                                                                                           |
|                                          |         |                           |             | |
| 1892                                     | 1922    | Georges Rousselot         | Républicain | Meunier à Greux, Président du Conseil d'arrondissement                                                      |
| 1922                                     |         | Charles Didelot           |             | Agriculteur, maire de Frebécourt                                                                            |
|                                          |         |                           |             | |
|                                          | 1940    | Louis Clément (1889-1958) |             | Marchand de bois, maire de Coussey                                                                          |
| 1940                                     |         |                           |             | Les conseils d'arrondissement ont été suspendus par la loi du 12 octobre 1940 et n'ont jamais été réactivés |
| Les données manquantes sont à compléter. |         |                           |             | |

### Conseillers généraux de 1833 à 2015
| Période               | Identité                                 | Parti                                 | Fonction                                                 | Qualité |
| --------------------- | ---------------------------------------- | ------------------------------------- | -------------------------------------------------------- | --- |
| 1833-1835 (démission) | Joseph Quinot (1787-1860)                |                                       |                                                          | Cultivateur et maître de la poste aux chevaux Maire de Martigny-les-Gerbonvaux                                                                          |
| 1835-1841 (décès)     | Gustave Muel (1807-1841)                 |                                       |                                                          | Maître de forges Maire de Sionne, conseiller d'arrondissement                                                                                           |
| 1841-1844             | Hector Chevalier                         |                                       |                                                          | Maître de forges Maire de Soulosse-sous-Saint-Elophe, conseiller d'arrondissement                                                                       |
| 1844-1848             | Jean-Baptiste Tulpain (1802-1871)        |                                       |                                                          | Avocat, juge au Tribunal civil de Neufchâteau |
| 1848-1855             | Nicolas Clément de Grandprey (1794-1861) |                                       |                                                          | Ancien lieutenant, 52ème régiment d'infanterie de ligne Notaire, juge de paix du canton de Coussey                                                      |
| 1855-1864             | Auguste Gaucher                          |                                       |                                                          | Avocat |
| 1864-1879 (démission) | Claude Claudot                           | Conservateur-libéral puis Républicain |                                                          | Médecin Adjoint au Maire de Neufchâteau puis Maire d'Eloyes (1871-1878) Sénateur (1876-1882)                                                            |
| 1879-1911 (décès)     | Ferdinand Détieux                        | Républicain                           |                                                          | Notaire Maire de Coussey (1882-1908) |
| 1911-1919             | Maurice Contal                           |                                       |                                                          | Médecin Maire d'Autreville (1912-1919) |
| 1919-1937             | Alcide Poinsot (1866-1944)               | Rad.ind.                              |                                                          | Marchand de bois, cultivateur Maire de Clérey-la-Côte (1899-1940)                                                                                       |
| 1937-1940             | François Nicolas                         | URD                                   |                                                          | Médecin Conseiller municipal de Greux (1931-1940) |
|                       |                                          |                                       |                                                          | |
| 1943-1945             | Robert Paris (1899-1978)                 |                                       |                                                          | Adjoint au maire de Greux Nommé conseiller départemental en 1943                                                                                        |
|                       |                                          |                                       |                                                          | |
| 1945-1951             | Jean Gérôme                              | DVD                                   |                                                          | Médecin à Coussey Conseiller municipal de Coussey (1945-1947)                                                                                           |
| 1951-1970             | Georges Uriot (1886-1973)                | RGR puis Centriste                    |                                                          | Directeur d'école puis professeur d'Ecole Normale Maire de Coussey (1947-1959)                                                                          |
| 1970-1985             | Raymond Beigue (1918-1999)               | Centriste puis PS                     |                                                          | Instituteur puis directeur d'école Maire de Maxey-sur-Meuse (1947-1974)                                                                                 |
| 1985-2001             | Roger Souchal                            | RPR                                   |                                                          | Avocat Maire de Soulosse-sous-Saint-Elophe (1971-1995) Ancien Député de Meurthe-et-Moselle (1959-1970) Ancien conseiller municipal de Nancy (1959-1969) |
| 2001-2015             | Claude Philippe (1947-2018)              | DVD puis UMP                          | Président de la commission « routes et infrastructures » | Retraité de l'Armée de l'Air Maire d'Harmonville (1995-2018)                                                                                            |

## Démographie
| 1962  | 1968  | 1975  | 1982  | 1990  | 1999  | 2006  | 2011  | 2012  |
| ----- | ----- | ----- | ----- | ----- | ----- | ----- | ----- | ----- |
| 4 193 | 3 943 | 3 804 | 3 979 | 3 991 | 4 002 | 4 104 | 4 226 | 4 209 |